# ميخائيل شامبرلين
ميخائيل شامبرلين (بالإنجليزية: Michael Chamberlain)‏ هو مدرس نيوزيلندي وأسترالي، ولد في 27 فبراير 1944 في كرايستشرش في نيوزيلندا، وتوفي في 9 يناير 2017 في غوسفورد في أستراليا بسبب ابيضاض الدم.